# Caroline Dormon
Caroline Coroneos Dormon, también Carrie Dormon (19 de julio de 1888 - 21 de noviembre de 1971) fue una botánica, horticultora, ornitóloga, historiadora, arqueóloga, conservacionista, naturalista, y escritora estadounidense, de Luisiana. Nació en circunstancias modestas en Briarwood, una casa familiar del norte, de Parroquia de Natchitoches, de James Alexander Dormon y Caroline Trotti. Criada en Arcadia, el asiento parroquial de gobierno de Bienville, en Luisiana del norte.

## Biografía
Ya de niña, Dormon desarrolló un gran interés en fauna y flora. Fue educada en colegios de tipo baptista como el Judson College en Marion (Perry Condado), Alabama, donde recibió una licenciatura en literatura y arte. Enseñó varios años en escuelas de Luisiana, y luego se estableció en Briarwood en 1918. Allí, empezó a recoger y preservar arbustos y árboles nativos.

## Carrera diversificada
En 1921, fue representante de relaciones públicas  para el Departamento de Silvicultura de Luisiana. Asistió al Congreso de Silvicultura del sur en 1922; y, persuadió al Servicio Forestal de los Estados Unidos para establecer un bosque nacional en Luisiana. El representante de EE. UU. James B. Aswell de Natchitoches trabajó con Dormon para traer a buen término el Bosque nacional Kisatchie, el cual fue designado en 1930 durante la administración del presidente Herbert Hoover.
En 1941, durante la administración del Gobernador Sam Houston Jones, Dormon se unió al Departamento de Carreteras de Luisiana (más tarde Departamento de Luisiana de Transporte y Desarrollo) como asesora de embellecimiento. Más tarde, asesora de paisaje para el Huey P. Hospital de Caridad en Pineville en la Parroquia de Rapides, al este del río Rojo de Alexandria.
Dormon propuso qué se transformara el Arboreto estatal de Luisiana, localizado unos 13 km al norte de Ville Platte, el asiento de la Parroquia de Evangeline, como parte del cercano Parque Estatal Chicot. El sitio de 1220 ha le fue dedicado en 1964. La Caroline Dormon Lodge se abrió en 1965, sirviendo como centro de visitas, biblioteca, y herbario de plantas nativas, creciendo dentro de las fronteras del arborario.
Caroline Dormon fue la única miembro mujer de la Comisión De Soto, establecida por el Congreso en 1935 para conmemorar el 400.º aniversario de la expedición de Hernando de Soto a través del sudeste norteamericano, el cual cruzó Luisiana del norte.
En 1965, a Dormon se le otorgó un doctorado honorario de ciencia por la Universidad Estatal de Luisiana en Baton Rouge. Hoy, sus colecciones están resguardadas en la Biblioteca Conmemorativa Eugene P. Watson de la Universidad Estatal Northwestern en Natchitoches.

## Algunas publicaciones
- Wild Flowers of Louisiana (1934),
- Forest Trees of Louisiana (1941),
- Flowers Native to the Deep South (1958),
- Natives Preferred (1965),
- Southern Indian Boy (1967),
- Bird Talk (1969).

## Legado
Falleció en Shreveport, y fue inhumada en el Cementerio Baptista Briarwood cerca de su casa.
Dormon deseaba que su casa, de Briarwood estuviera abierta al público. Y así se logró, tanto abierto para excursiones como para otros eventos.